# Artimpaza subopaca
Artimpaza subopaca là một loài bọ cánh cứng trong họ Cerambycidae.